# Wílton Figueiredo
Wílton Aguiar Figueiredo, mais conhecido como Wílton Figueiredo (São Paulo, 17 de março de 1982), é um ex-futebolista brasileiro que atuava como atacante.
Wílton, em sua juventude, já atuou com jogadores hoje famosos como Kaká do Real Madrid e Júlio Baptista do Cruzeiro nas categorias de base do São Paulo Futebol Clube.
Em setembro de 2007 assinou um contrato de cinco anos com o Al-Rayyan do Qatar.
Wilton figueiredo encerrou sua carreira em 2014 na Dinamarca no clube Viborg. Após encerrar a carreira, o ex-atleta trabalha com gerenciamento de carreiras de atletas.

## Títulos
Malmö
- Campeonato Sueco: 2010